# Piper PA-35
Die Piper PA-35 Pocono war der Prototyp eines zweimotorigen Zubringerflugzeugs des US-amerikanischen Flugzeugherstellers Piper Aircraft Corporation für 16 bis 18 Passagiere.

## Entwicklung und Konstruktion
Piper begann im Jahr 1965 mit der Entwicklung eines zweimotorigen, kolbenmotorgetriebenen Zubringerflugzeugs. Der Prototyp absolvierte seinen Erstflug am 13. Mai 1968. Der Tiefdecker sollte ursprünglich von zwei Lycoming TIO-720-B1A mit einer Nennleistung von je 475 PS (349 kW) angetrieben werden. Das Muster sollte im neuen Werk am Lakeland Linder Regional Airport in Lakeland (Florida) gebaut werden. Aufgrund konstruktiver Probleme wurde die Fläche des Leitwerks vergrößert, der Rumpf verlängert und die Triebwerke gegen Varianten mit einer Leistung von 520 PS (382 kW) ausgetauscht.
Die Arbeiten wurden 1969 hauptsächlich zugunsten der Entwicklung anderer Flugzeugtypen gestoppt. Weitere Gründe dafür waren der Mangel an passenden Triebwerken und die Geschäftsaufgabe mehrerer kleinerer Fluggesellschaften. Im Jahr 1970 erwog Piper die Entwicklung einer viermotorigen Variante und einer Turboprop-Version, die jedoch nicht realisiert wurden.
Im Jahr 1978 plante Piper eine Kooperation mit dem polnischen Flugzeughersteller WSK Mielec. Als Teil dieser Kooperation wurden Rumpf und Tragflächen von Florida nach Polen gebracht. Als in Mileč die Entwicklung der Antonow An-28 begann, wurde die Kooperation jedoch eingestellt und die PA-35 zur Universität Rzeszów gebracht. Später wurde das Flugzeug in Widełka abgestellt.

## Technische Daten
| Kenngröße             | Daten                    |
| --------------------- | ------------------------ |
| Besatzung             | 2                        |
| Passagiere            | 16                       |
| Länge                 | 42,333 ft (12,9 m)       |
| Spannweite            | 51 ft (15,54 m)          |
| Höhe                  | 15,417 ft (4,7 m)        |
| Leermasse             | 5.572 lb (2.527 kg)      |
| max. Startmasse       | 9.750 lb (4.423 kg)      |
| Reisegeschwindigkeit  | 204 kn (378 km/h)        |
| Höchstgeschwindigkeit | 230 kn (426 km/h)        |
| Dienstgipfelhöhe      | 29.000 ft (8.839 m)      |
| Reichweite            | 610 NM (1.130 km)        |
| Triebwerke            | 2 × Lycoming TIO-720-B1A |